# Cratere Irharen
Irharen  è un cratere sulla superficie di Marte.